# Melitaea transversa
Melitaea transversa är en fjärilsart som beskrevs av Reuss 1921. Melitaea transversa ingår i släktet Melitaea och familjen praktfjärilar. Inga underarter finns listade i Catalogue of Life.